# Atak AK na Szołomyję
Atak AK na Szołomyję – akcja odwetowa dokonana przez oddziały leśne Armii Krajowej w sile około 100 ludzi w Szołomyi w powiecie lwowskim w nocy z 10 na 11 czerwca 1944. Oddziały Armii Krajowej spaliły w tzw. „akcji odstraszającej” około 55–60 gospodarstw. W wyniku ataku zginęła bliżej nieokreślona liczba Ukraińców (podawane są liczby od „co najmniej 4” do „kilkudziesięciu”).

## Przed akcją
W związku ze zbliżaniem się oddziałów Ukraińskiej Powstańczej Armii do Lwowa, czego znakiem były napady na kolejne wsie polskie, dowództwo Armii Krajowej we Lwowie podjęło decyzję o wznowieniu „akcji represyjno-zapobiegawczych”. Jednym z pierwszych celów tych akcji miała być wieś Szołomyja, określona jako baza UPA. Termin ataku określono na 10/11 czerwca, z soboty na niedzielę. Wieś miała zostać zniszczona bez względu na obronę, jednak możliwie z uniknięciem ofiar wśród ludności cywilnej. W ataku miały wziąć udział pododdziały 14 pułku ułanów AK, oraz ochotnicy z sąsiednich wsi: Czyszek, Winniczek, Gańczar, Biłki Królewskiej, oraz Dawidowa i Zubrzy w liczbie około stu ludzi pod dowództwem Dragana Sotirovicia „Draży”.

## Przebieg akcji według źródeł AK
W nocy z piątku na sobotę żołnierze AK wyspowiadali się w kościele w Czyszkach. W sobotę pod wieczór około 100 żołnierzy i ochotników wyruszyło z Czyszek w kierunku Szołomyi. W Dawidowie grupa żołnierzy AK natknęła się na dwóch własowców, z których jednego zlikwidowano. Zaalarmowało to żołnierzy niemieckich, którzy otworzyli niecelny ogień, powodując jednak szybki odwrót Polaków do lasu.
O zmierzchu oddział dotarł do Szołomyi. Na kilometr przed wsią nastąpiła odprawa z przydzieleniem zadań. Następnie kpt. „Draża przemówił do żołnierzy i wspomniał o polskich ofiarach. Następnie zmówiono modlitwę. Oddział podzielił się na dwie grupy: mniejsza, dowodzona przez kpt. Drażę, miała zaatakować wieś od północy, a większa, około 80-osobowa, od południa. Polacy, w celu odróżnienia w ciemnościach, założyli na rękawy białe opaski. Grupa kpt. „Draży” od razu natknęła się na placówkę ukraińską uzbrojoną w karabin maszynowy. Została ona zlikwidowana bez wystrzału i bez strat. W tym momencie zaatakowała druga grupa. Nie natknięto się na żaden opór, nie napotkano niemal żadnych mieszkańców wsi. Żołnierze polscy, idąc tyralierą, wrzucali przez okna chat granaty lub butelki z benzyną, dokonując tym samym zbrodni na ludności cywilnej. Pozostawiono tylko cerkiew.
Po akcji żołnierze AK wycofali się z 2 lekko rannymi. Jeden zaginiony zabłądził, i następnego dnia powrócił do oddziału.

## Skutki ataku
Jak stwierdza Jerzy Węgierski, „na temat akcji w Szołomyi ukazały się fantastyczne w niektórych szczegółach wiadomości w wydawnictwach konspiracyjnych”. Autor ten za niewiarygodną uważa informację o zdobyciu w Szołomyi 735 sztuk bydła. Jego zdaniem bliższa rzeczywistości jest liczba 100 zabranych sztuk bydła i 55-60 spalonych gospodarstw. Węgierski odnotowuje, że według szacunków AK w Szołomyi zginęło od dziewięciu do kilkudziesięciu Ukraińców. Jego zdaniem mogli oni udusić się dymem w podpalonych budynkach.
Zdaniem Anny Fasntacht-Stupnickiej, badającej źródła dotyczące wydarzeń w Szołomyi, zabitymi byli upowcy, a miejscowa ludność ocalała schroniona w cerkwi. Również Kazimierz Krajewski uważa Szołomyję za „bazę UPA”, której obrońcy uciekli po krótkiej wymianie ognia.
Opis wydarzeń w Szołomyi jako ataku na silnie obsadzoną placówkę UPA kwestionuje Damian Markowski. W jego opinii była to „typowa pacyfikacja”, o czym świadczy brak napotkanego oporu zaskoczonych mieszkańców wsi. Jednocześnie Markowski, powołując się na źródła ukraińskie, ocenia liczbę ofiar ataku na „co najmniej 4, prawdopodobnie samych cywilów”. W jego opinii akowcy prawdopodobnie starali się ograniczyć liczbę ofiar ataku.
Ihor Iljuszyn nazywa spalenie Szołomyi „antyukraińską akcją represyjną”.
Zdaniem Anny Fasntacht-Stupnickiej po tych wydarzeniach ukraińskie ataki na Polaków w okolicy Szołomyi już się nie zdarzyły.